# Pădurea, Mureș
Pădurea este un sat în comuna Șăulia din județul Mureș, Transilvania, România.